# Solanum diploconos
Solanum diploconos är en potatisväxtart som först beskrevs av Carl Friedrich Philipp von Martius, och fick sitt nu gällande namn av Lynn Bohs. Solanum diploconos ingår i släktet skattor som ingår i familjen potatisväxter. IUCN kategoriserar arten globalt som nära hotad. Inga underarter finns listade i Catalogue of Life.